# 諸星麗
諸星 麗（もろほし れい、1996年7月1日 - ）は、日本の音楽家・作曲家・編曲家である。千葉県柏市出身、茨城県東海村育ち。演奏楽器は主にエレクトリック・ギター、ヴァイオリン、エレクトリックベース、ピアノ、箏。

## 生い立ち
1996年、千葉県柏市生まれ、茨城県東海村育ち。幼少期からモーツァルトやベートーヴェン等のクラシック音楽に触れ、5歳からピアノを始める。初めて手にしたCDはシューベルトであった。小学校高学年になるとポピュラー音楽にも触れ、ビートルズやマイケル・ジャクソン等の洋楽や、日本のロックバンド、アイドルの楽曲を好んで聴いていた。1週間周期で図書館やレンタルショップでCDをレンタルし、1週間そのCDを繰り返し聴くのが当時の楽しみであった、と語っている。初めて買ったポピュラー音楽のCDは嵐。

## 人物
そばアレルギーである。嵐ファン。
2023年4月、慶應義塾大学 法学部 に学士入学した。

## 使用楽器
エレクトリックベースはレコーディング用とコンサート用を使い分け使用メーカーはFUJIGEN。
エレクトリック・ギターはギブソン、アコースティックギターはYAMAHAを使用。

## 参加バンド
- ベーシストとして参加
  - NewTon、Cast Aside、the Tokyo band、Chloe、FONT NEED MORE、punk city of the world
- 作曲家として参加
  - London Park with Rei MOROHOSHI、諸星麗 feat. John.G.Buly
- 楽曲提供

・the uk's 『soul love』
・STORM 『From Tokyo』
・Justin Bolger 『XNIGHT』
・John.G.Buly 『afternoon』
・痒杉ワロ太『きみのうた』
・痒杉ワロ太 『パパ活は草』
・猫飼TSUYOSHI 『春を売る君』
・明 たい子 『避妊せいやぼけぇ』
2022年現在、サブスクにて諸星麗のソロ楽曲とあわせてNewTonの3曲（全てデモ音源）が聴くことができる。諸星麗自身のYouTubeチャンネルではFONT NEED MOREのライブ音源が公開されている。

## 出演/コンサート
2017年
- 11月10日 神田外語学院文化祭(神田外語学院)

2018年
- 1月21日 コピバン道場(大久保hot shot )
- 3月11日 BEAT ON SHIMOKITA -Reg 8th Anniversary SP-(下北沢ReG)
- 8月26日 Fuzzbox vol.53(池袋RUIDO K3)
- 10月27日 Fuzzbox vol.54(池袋RUIDO K3)
- 11月11日 New age’s Cleft vol.5(町田Nutty’s)
- 12月8日 No, Gain No, pain(池袋FEALD)

2019年
- 9月8日 藤ロック音楽祭2019(春日部中央公民館)
- 10月6日 Nexus Live Evolution(大塚MEETS)

## ディスコグラフィ
〈アルバム〉
- 1st『MUSIQUE』
- 2nd『諸星麗 BEST 〜諸星麗作品集〜』
- 3rd 『deviation』

<主な楽曲>
●『a Pastiche Song of Piano』
ピアノ独奏曲。シングル「1980s pop」のカップリング曲。アメリカ、イギリスを中心にヒット。YouTubeでの再生回数は1.4万回 (2025年5月時点)。 

●『戻らない季節』
インストゥルメンタル。Apple Music 月間29位を記録 (マカオ特別行政区：2022年6月)。

●『afternoon』
John.G.Buly へ楽曲提供。

●『パパ活は草』
痒杉ワロ太へ楽曲提供。売女を皮肉る歌詞となっている。